# Wilhelm Speyer
Friedrich Wilhelm Otto Kurt Speyer (né le 21 février 1887 à Berlin, mort le 1er décembre 1952 à Riehen) est un écrivain allemand.

## Biographie
Il est le fils de Paul Speyer, homme d'affaires berlinois, et de Rosa Stern et le frère de Edith Louise Ida Mendelssohn Bartholdy et de Peter Ernst Hans Willy Speyer.
Mécontent de l'étroitesse intellectuelle qu'il trouve au gymnasium de Bellevuestraße, Speyer va au Landerziehungsheim (de) par Hermann Lietz à Haubinda, près de Westhausen. Il rédige dans le journal de l'école. Après son abitur, il étudie le droit dans diverses universités allemande et écrit.
Après avoir pris part à la Première Guerre mondiale, il vient à Berlin et écrit plusieurs romans contemporains. Il devient célèbre par ses romans pour la jeunesse Der Kampf der Tertia (Le combat de la troisième en français), qui sera adapté au cinéma en 1929 (film muet) puis en 1952 par Erik Ode sous le titre Der Kampf der Tertia, et Die goldene Horde (La horde en français), de même que pour Charlott etwas verrückt. Ses romans de jeunesse sont inspirés de sa vie au collège d'Haubinda.
En 1924, il épouse Maria von der Osten-Sacken (1901-1985) ; celle-ci divorcera en 1939 conformément aux lois raciales alors en vigueur, d'abord à son insu. Il se remarie ultérieurement avec Dr. Hildegard Speyer 
D'origine juive et baptisé protestant, il doit s'exiler à l'arrivée des nazis en 1933, son œuvre est interdite. Il émigre en Autriche avec sa seconde épouse et son beau-fils puis en France en 1938 où il sera brièvement interné près de Cahors. En 1941, il arrive aux États-Unis et s'installe à Los Angeles, où il obtient un contrat d'un an comme scénariste à la Metro-Goldwyn-Mayer. Son contrat n'est pas renouvelé, il tombe dans la pauvreté. Il revient en Europe en 1949 d'abord en Bavière puis en France et enfin en Suisse. Il publie le roman Das Glück der Andernachs sur la bourgeoisie intellectuelle juive allemande avant 1914.
Depuis les années 1970, son œuvre sort de l'oubli, soutenue par Albert Vigoleis Thelen. On met en avant sa relation avec Walter Benjamin, sa contribution à la littérature d'enfance et de jeunesse et à la littérature de divertissement durant la République de Weimar puis sa littérature de l'exil et ses adaptations cinématographiques.

## Œuvre
- Oedipus. 1907.
- Wie wir einst so glücklich waren. 1909.
- Gnade. 1911.
- Der Herzog, die Kokotte und der Kellner. 1912.
- Das fürstliche Haus Herfurth. 1914 (Depuis 1928, Sibyllenlust).
- Er kann nicht befehlen. 1919.
- Der Revolutionär. Munich 1919.
- Karl der Fünfte. Munich 1919.
- Mynheer van Hedens große Reise. Berlin 1921.
- Rugby. Berlin 1921.
- Schwermut der Jahreszeiten. Berlin 1923.
- Südsee. Berlin 1923.
- Frau von Hanka. Berlin 1924.
- Das Mädchen mit dem Löwenhaupt. Berlin 1925.
- Charlott etwas verrückt. Roman. Berlin 1927.
- Der Kampf der Tertia. Berlin 1927.
- Nachtgesichte. Erzählungen und Visionen. Leipzig 1928.
- Sonderlinge. Berlin 1929.
- Es geht. Aber es ist auch danach! (Berlin?) 1929.
- Die goldene Horde. Berlin 1930.
- Napoleon. (Berlin?) 1930.
- Jeder einmal in Berlin! 1930.
- Ich geh aus und du bleibst da. Berlin 1931.
- Sommer in Italien. Eine Liebesgeschichte. Berlin 1932.
- Roman einer Nacht. (Berlin?) 1932.
- Ein Mantel, ein Hut, ein Handschuh. 1933.
- Kreuzfahrer. Zürich 1934.
- Der Hof der schönen Mädchen. Ein Roman aus dem Jahr 1805. Amsterdam 1935.
- Zweite Liebe. Amsterdam 1936.
- Die Stunde des Tigers. Amsterdam 1939.
- Das Glück der Andernachs. Zürich 1947.
- Señorita Maria Teresa. Eine spanisch-kalifornische Erzählung. Zürich 1951.
- Andrai und der Fisch. Ein Roman aus der Zeit Jesu. Köln 1951.
- Das faule Mädchen. (Histoires de films et autres textes de l'exil américain.) Bielefeld: Aisthesis, 2014.

Éditions en français
- Le roman d'une nuit, traduction de Romane einer Nacht par Andrée Vaillant et Jean Kuckenburg, Gallimard, 1933 et réédition Christian Bourgois, 1972.
- Le combat de la troisième, Alsatia, Collection Signe de Piste, SDP 130, 1959
- La horde, Alsatia, Collection Signe de Piste, SDP 163, 1963